# Куяба (река)
Куяба (порт. Rio Cuiabá) — река в западной части Бразилии в штате Мату-Гросу. Площадь водосборного бассейна реки — 29000 км². Его периметр равен 841 км. Длина реки составляет 828 км.
Истоки реки расположены во впадине Паратинга на высоте около 500 метров над уровнем моря (по другим данным — 412 метров) при слиянии речек Куяба-да-Ларга и Куяба-ду-Бонита. Течёт сначала на запад до города Розариу-д’Уэсти, затем поворачивает на юг. В дальнейшем отклоняется в юго-восточном направлении и протекает через столицу штата город Куяба. В низовьях снова направляется на юго-запад, течёт по заболоченной местности мимо озера Шакораре. Впадает в реку Парагвай болотах между горой Кара-Кара и горным массивом Серра-Авалар, является его крупнейшим притоком в верховьях.
Основные притоки — Марсаган, Мансо, Акорисаль, Кошипо-Ачу (левые); Чикейран, Жангада, Эспиньейро, Пари (правые).
Бассейн Куябы расположен на территории равнин Пантанала, а также окружающего их плато Мату-Гросу. Климат в бассейне реки тропический дождливый, типа AW по Кёппену. Среднегодовое количество осадков — 1335 мм, период дождей длится с октября по апрель, период засухи — с мая по сентябрь, максимум осадков приходится на декабрь-февраль (60 %). Среднегодовая температура — от 22 до 25 °C.